# Ceroctis bilineata
Ceroctis bilineata is een keversoort uit de familie van oliekevers (Meloidae). De wetenschappelijke naam van de soort is voor het eerst geldig gepubliceerd in 1879 door Marseul.